# 2021-es tálib hatalomátvétel Afganisztánban
A tálibok és a velük együtt dolgozó militáns csapatok egy katonai offenzívája Afganisztán kormánya ellen 2021. május 1-én kezdődött, az Amerikai Egyesült Államok hadseregének kivonulásával.
A támadások első három hónapjában a tálibok a vidéki területeken tudtak előrehaladni, 73-ről 223-ra emelve az irányított körzetek számát. Augusztus 6-tól a tálibok elfoglaltak 33-at a 34 afgán tartományszékhelyből. Augusztus 10-re a tálibok irányították az ország 65%-át.
A tálibok meglepően gyorsan tudtak területet szerezni. Augusztus 10-én amerikai hivatalnokok számításai szerint Kabul, az ország fővárosa, mindössze 30-90 napon belül tálib kézre kerülhetett volna. Ennek ellenére, szinte ellenállás nélkül, augusztus 15-én a tálibok elérték Kabult és elfoglalták azt, ezzel elesett az Afganisztáni Iszlám Köztársaság kormánya. Ugyanezen a napon a tálibok elfoglalták az elnöki kastélyt, miután Asraf Gáni, az ország elnöke elmenekült Afganisztánból.

## Háttér
2020 szeptemberében több mint 5000 tálib rabot (amelyből 400-an gyilkosság vádjával voltak bebörtönözve) elengedett az afgán kormány a Doha egyezmény részeként az Egyesült Államok és a tálibok között. Az Afgán Nemzetbiztonsági Tanács szerint ezen szabadon engedett rabok nagy része "szakértő" volt, akik azonnal visszatértek a tálibok oldalán harcolni.
2021 elején a Pentagon és afgán vezetők megegyeztek a folytatott támogatásban a kabuli vezetőknek. Viszont nem várt fordulat volt, hogy Donald Trump hagyatékát folytatva, Joe Biden is el akarta távolítani az országot a végeláthatatlan háborúktól, amelyek közé tartozott a hadsereg kivonása Afganisztánból.

## Idővonal

### Első tálib offenzíva

#### Május
Májusban a tálibok elfoglaltak 15 körzetet az afgán kormánytól, ezek közé tartoztak Nirh és Jalrez körzetek a Maidan Vardak tartományból. Az elfoglalt helyszínek között volt a Dahla-gát, amely Afganisztán második legnagyobb gátja. A hónap közben megöltek 405 ANSF katonát és 260 civilt megöltek a tálibokkal történt ütközetek során. Az Afgán Védelmi Minisztérium adatai szerint 2146 tálib katonát öltek meg.
Május végére Portugália, Szlovénia, Spanyolország és Svédország mind kivonták haderejüket Afganisztánból.

#### Június
Júniusban a tálibok elfoglaltak 69 körzetet és Kunduz, Puli Kumri, illetve Mazár-e Sarif városát. Ezek mellett átvették az irányítást a fő határátkelőhelyen Tádzsikisztán felől és a Szajdabad körzet felett, amely a főváros, Kabul kapujaként ismert. Több száz kamiont, fegyverzett járművet, drónokat és hadi eszközöket szereztek az afgánoktól.
A tálibok lelőttek egy afgán Air Force Mil Mi-17-t, amely megölte a három pilótát. Június 16-án a tálib harcosok kivégeztek 22 afgán katonát, miután azok feladták magukat Davlat Abadban. Az áldozatok között volt Szorab Azimi, a visszavonult Zahir Azimi fia. Halála után dandártábornokká nevezték. A szemtanúk szerint a tálib kivégzők külföldi nyelvet beszéltek, ezzel arra utalva, hogy nem a területről származtak. A hónapban 703 afgán katonát és 208 civilt öltek meg, míg az Afgán Védelmi Minisztérium adatai szerint 1,535 tálibot öltek meg. A hónap végére (és a következő hónap elején) az Egyesült Királyság, az Egyesült Államok és Törökország kivételével minden más ország kivonta seregeit az országból.

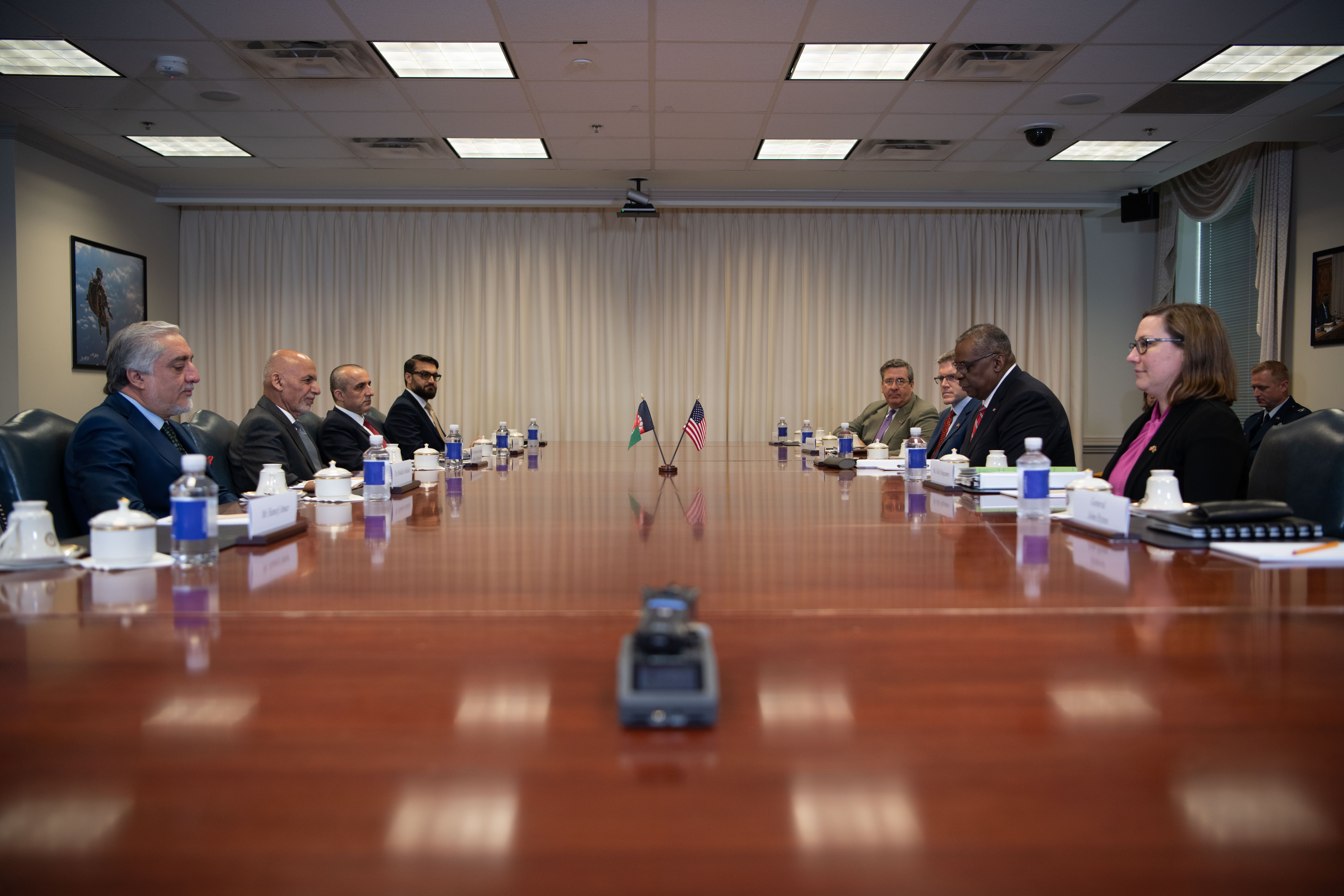
Lloyd Austin, az Egyesült Államok védelmi minisztere és Asraf Gáni afgán elnök

Június 22-én a tálibok elfoglalták Sir Hán Bandart, a fő tádzsik határátkelőt. 24 órán belül 13 körzetet tudtak megszerezni. Ugyanezen a napon intenzív küzdelem folyt Baglan tartományban, miután afgán katonák megtámadták Pol-e Homri külvárosát, megölve 18 tálibot, köztük Kári Hálidot, aki az iszlamista szervezet területi vezetője volt. Ezzel egyidőben a tálib erők elfoglalták Balhot, illetve körbezárták Mazár-e Sarifot. Június 23-án a két fél Pol-e Homriban ütközött.
Június 25-én a tálibok átvették az irányítást a Shinvari és a Gorband körzetben, Parvan tartományban, Kabultól északra. Ugyanezen a napon az NBC News lehozta, hogy a tálibok "meglepődtek, hogy mennyire gyorsan tudnak előretörni és elkerültek bizonyos pontokat, hogy ne érintkezzenek az amerikai hadsereggel." Az afgán kormány elindított egy programot, hogy felfegyverezzenek félkatonai csoportokat. Ezzel egyidőben a tálib helyettes emír, Szirajuddin Hakkáni parancsokat adott ki a Voice of Jihadon keresztül az elfoglalt területek vezetőinek.
Június 27-én a tálibok elfoglalták a Chaki Vardak és a Szajdabad körzeteket, miután 50 afgán katona feladta magát a táliboknak. Ugyanezen a napon elestek Rusztak, Sortepa és Argisztán körzetek is. A ToloNews szerint 108 körzet került tálib kézre két hónap alatt és az afgánok csak 10-et tudtak visszafoglalni. Június 29-én a tálibok megtámadták Gázni városát, amelyet erőszakos ütközetek követtek a belvárosban.

#### Július

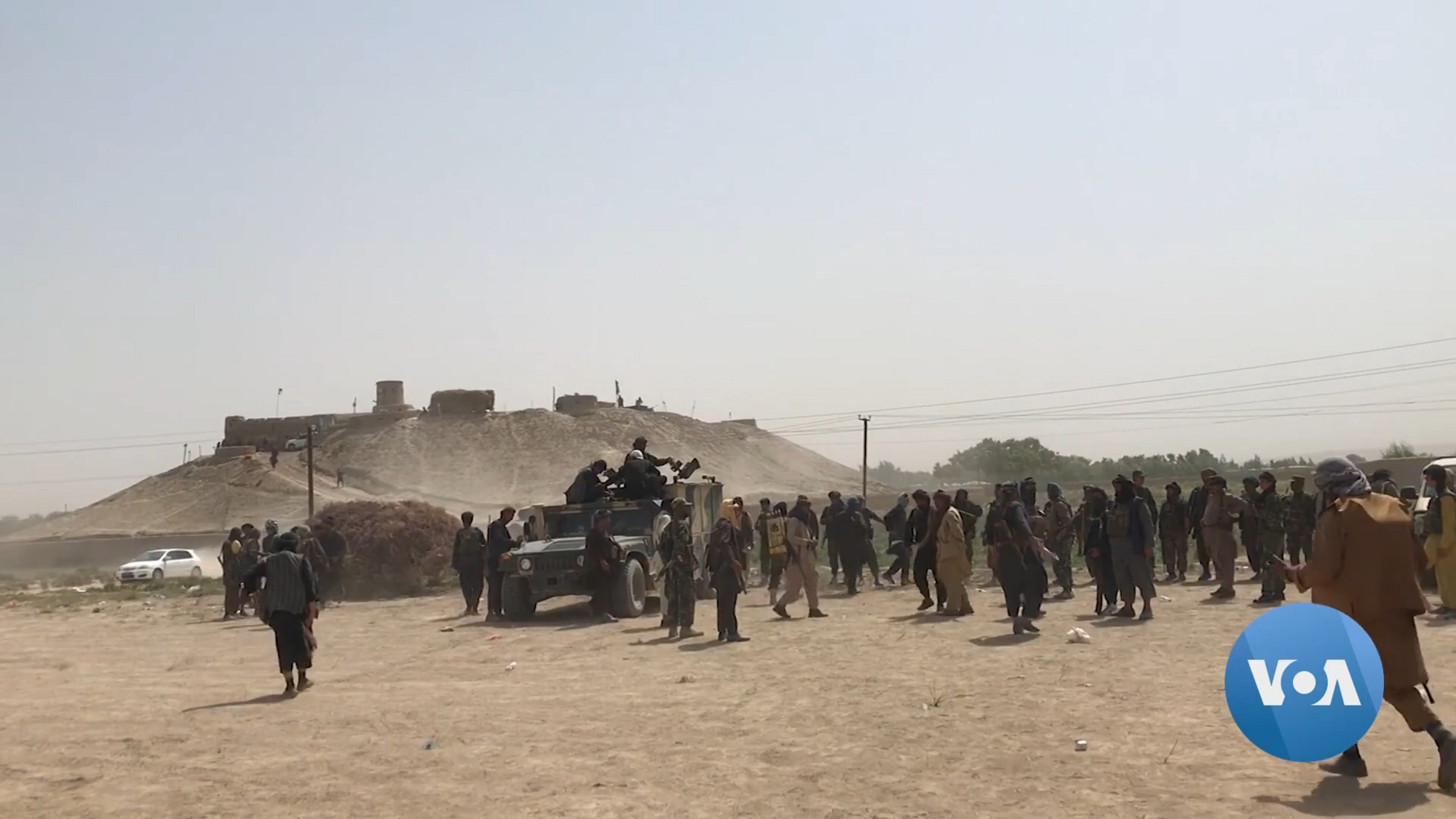
Afgán hadsereg Jovzdzsan tartományban

Júliusban a tálibok 64 körzetet foglaltak el, beleértve Afganisztán második és harmadik legnagyobb városát, Kandahárt és Herátot. A hónapban 335 afgán katona és 189 civil halt meg, míg 3159 tálib harcos esett el. Összesen 1500 afgán katona dezertált Tádzsikisztán irányába a CSTO szerint. Az iráni média szerint összesem 300 afgán civil és katona lépett be az országba menekültként.
Július 2-án Németország és Olaszország elhagyta az országot, míg az Egyesült Államok hadereje elhagyta a Bagrám repteret, átadva azt az afgán seregnek.
Július első hetében több száz felfegyverzett nő vonult észak-, és közép-Afganisztánban, tüntetésképpen a tálib offenzíva ellen. Gór tartomány kormányzója, Abdulzahír Faizzáda a The Guardiannek azt nyilatkozta, hogy sok afgán nő, akik nemrég szabadultak a táliboktól, elkezdtek fegyverhasználatot tanulni, hogy megvédjék magukat. Zabiulla Mujáhid tálib szóvivő propagandának nevezte a riportokat és azt nyilatkozta, hogy "nők soha nem fognak fegyvert emelni ellenünk." A hétvége során a tálibok kilenc határátkelőt foglaltak el, a pakisztáni határ közelében, amely idején 39 afgán katona feladta magát, míg 31 Pakisztánba menekült.
Július 5-én Emomali Rahmon tádzsik elnök bejelentette, hogy 20 ezer katonát küld az afgán határhoz, hogy a háború véletlenül se terjedjen ki Tádzsikisztánra. Július 9-én a CSTO bejelentette, hogy Oroszország 7000 katonát küld, hogy segítse a tádzsik határvédelmet. Július 7-én a hadsereg visszaverte a tálib támadásokat Kála-e Nav városában. Másnap a tálibok elfoglalták a stratégiailag fontos Karak körzetet.

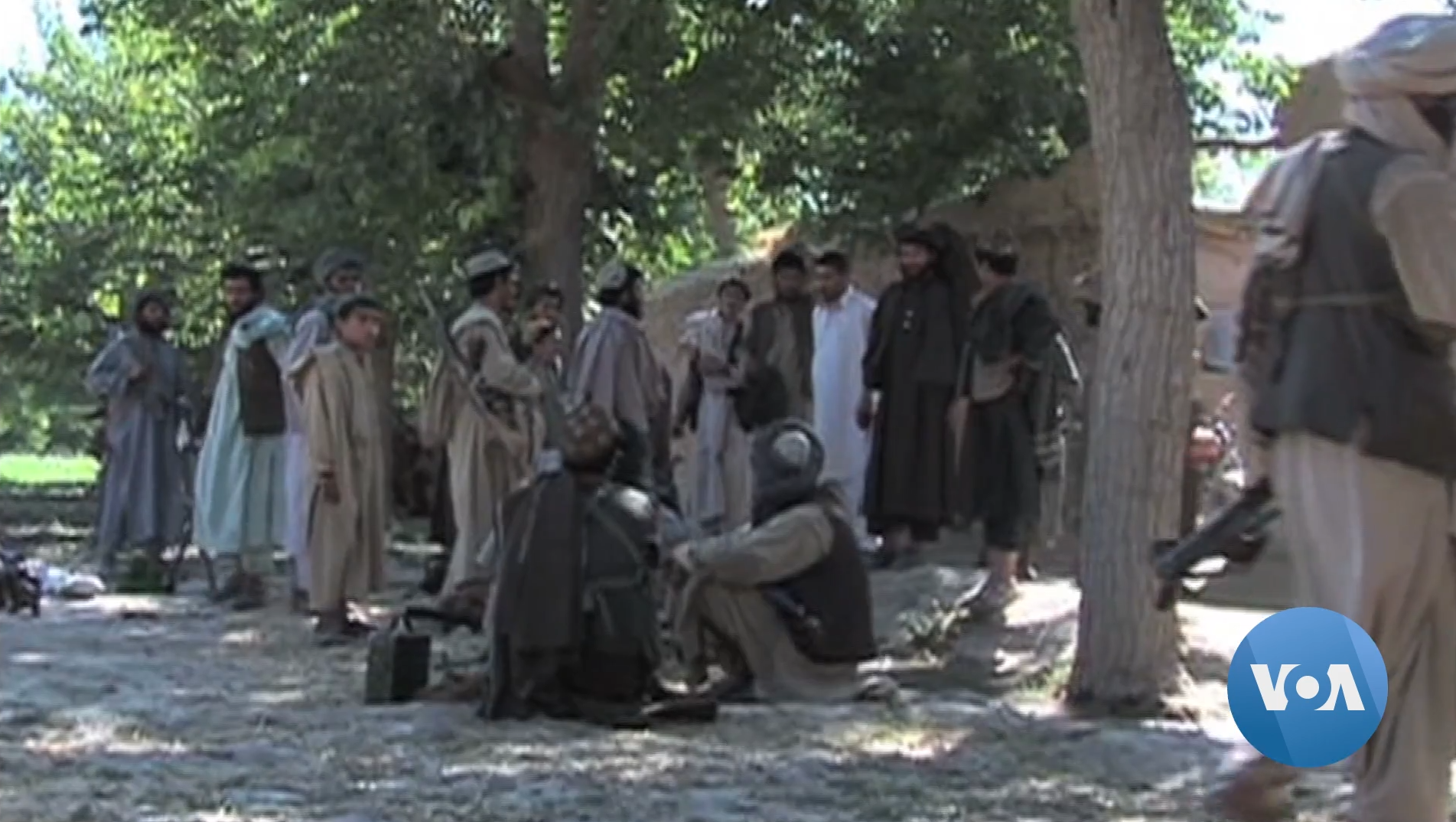
Tálib harcosok az offenzíva közben

Július 8-án afgán katonák kivégeztek egy afgán falusi embert, miután ráültették egy improvizált robbanóeszközre, mielőtt az felrobbant volna. Az áldozatot, Barakatullát, azzal vádolta az afgán rendőrség, hogy segítette a tálibokat. Barakatulla apja tagadta a vádakat. Az incidens Sarana városától délre történt és felöltötték TikTokra is. Favad Amán, az afgán védelmi minisztérium szóvivője tagadta, hogy ez egyáltalán megtörtént volna. Egy afgán újságíró, Naszeeb Zadrán azt mondta, hogy ez nem egy egyedülálló incidens volt, hanem valami, amit az afgán hadsereg gyakran véghezvisz.
Július 10-én a tálibok bevették Pandzsvaji körzetet, Kanadahár tartományban. Ezek mellett körbevették Gáznit. Egy türkmenisztáni és egy iráni határátkelőt is el tudtak foglalni. Az iráni megszerzése alatt néhány afgán biztonsági őr Iránba menekült. Július 11-én az ausztrál védelmi miniszter, Peter Dutton bejelentette, hogy véget ért az ország katonai jelenléte Afganisztánban, miután az utolsó 80 ember is elhagyta az arab országot az elmúlt hetekben. Július 12-én Austin S. Miller, az amerikai-, és ENSZ-haderő parancsnoka lemondott posztjáról. Július 12-ig a tálibok 148 körzetet foglaltak el. Július 14-én megszerezték a Spin Boldak határőrséget. Itt két nappal később megölték Danish Siddiqui indiai Reuters-újságírót.
Július 12-én a türk elnök, Gurbanguly Berdimuhamedow az afgán határra küldött katonákat és nehézfegyvereket, hogy megelőzzék a konfliktus átterjedését. Július 16-án Üzbegisztán tartott egy konferenciát a régió vezetői között, amelyen Asraf Gáni is részt vett.

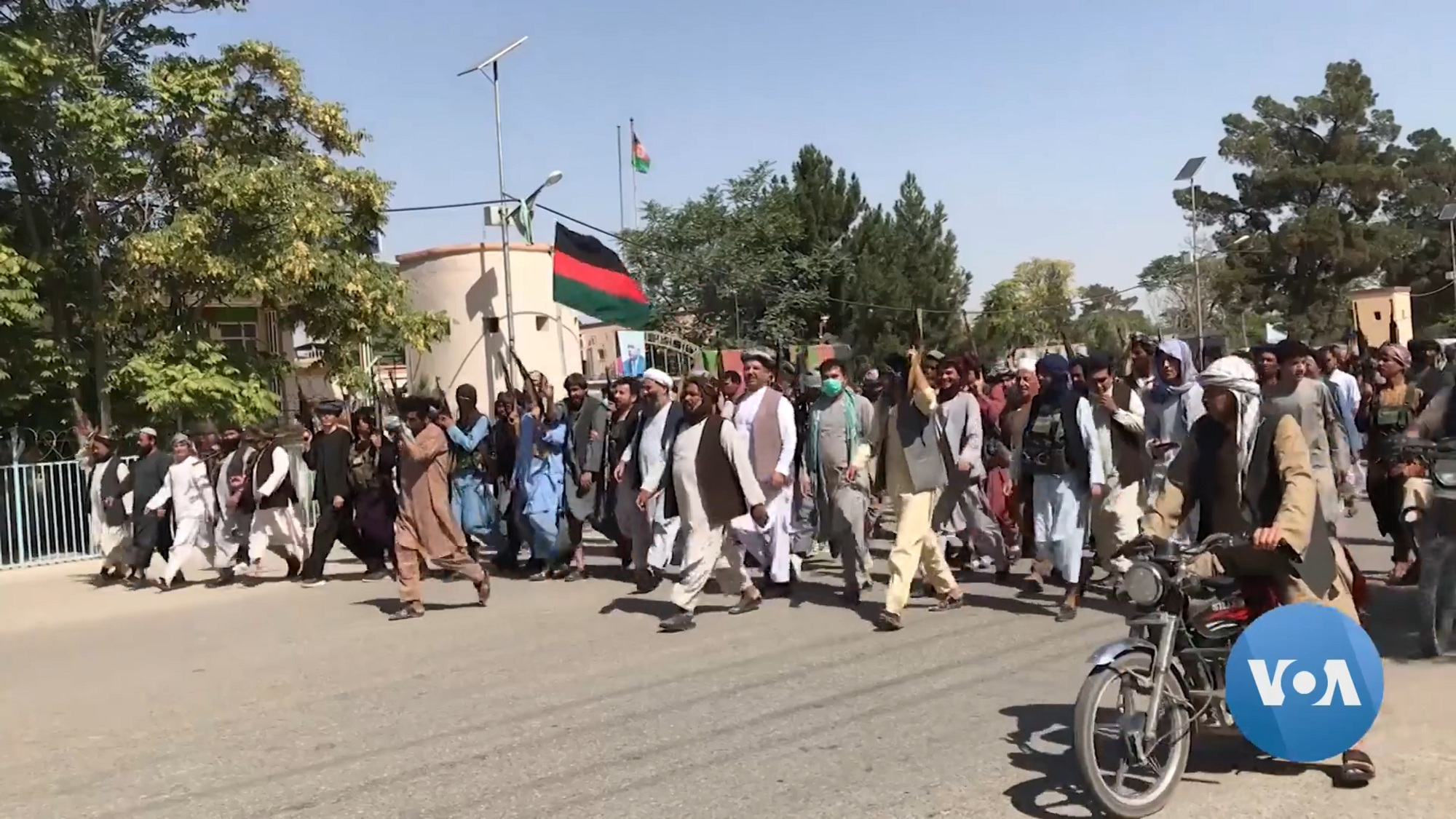
Felfegyverzett afgán civilek Jovzdzsan tartományban

Július 21-én Mark Milley bejelentette, hogy az afgán körzetek fele tálib irányítás alá került. Egy nappal később a Pentagon elmondta, hogy afgán hivatalnokok kérésére az Egyesült Államok légiereje négy légitámadást hajtott végre Afganisztánban. Damán körzet eddigre lényegében tálib kézen volt és már csak Kandahár város légtere volt teljesen a kormány irányítása alatt. Július 22-én 100 embert megöltek egy lövöldözésben Spin Boldakban. Ennek ellenére voltak sikerei az afgán hadseregnek, Bamjánban, mikor visszaszerezték a Saigan és a Kamard körzeteket.
Július 24-én a kormány bevezetett egy kijárási tilalmat 22 óra és hajnali 4:00 között, 31 tartományban.

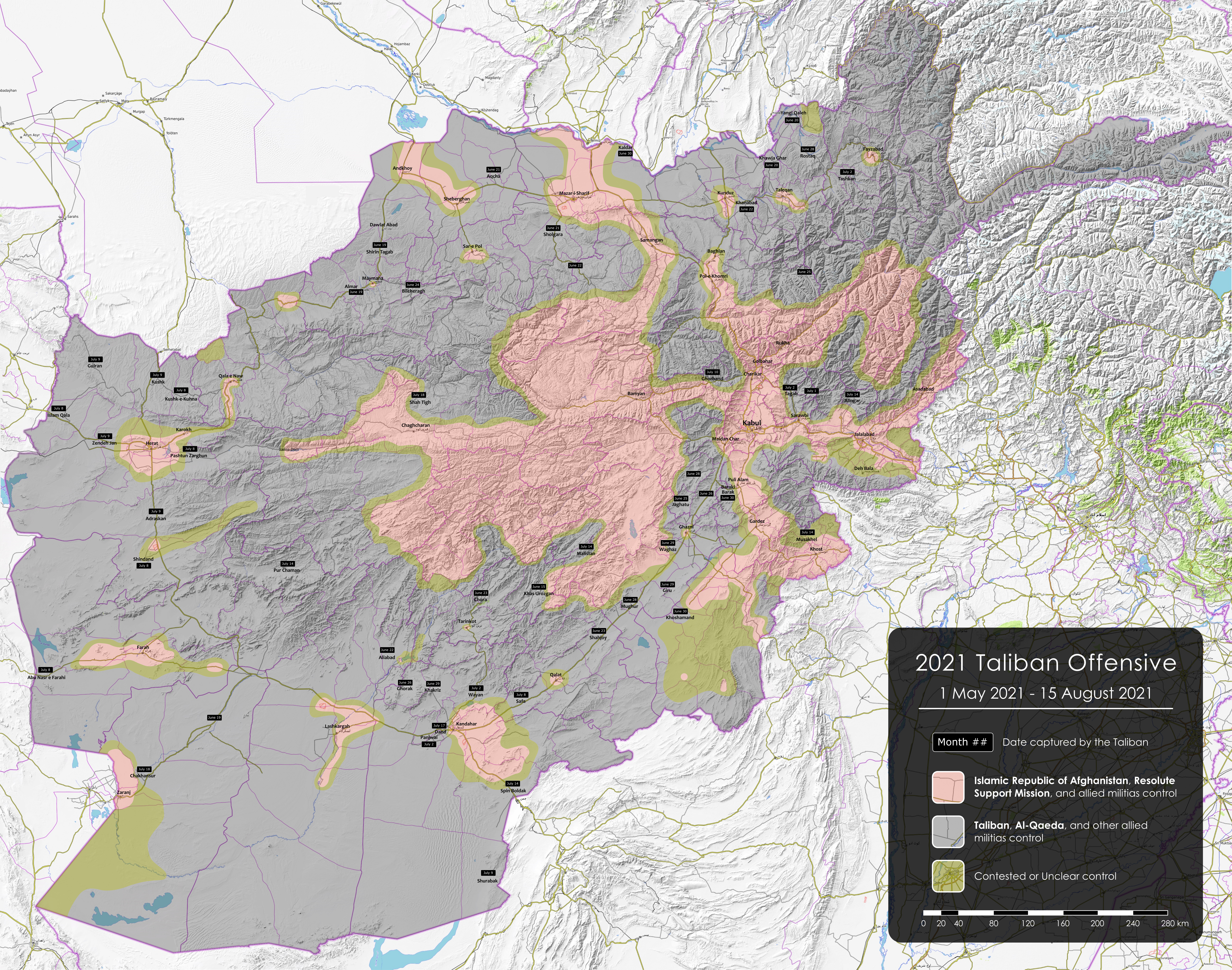
A helyzet július 25-én

Július 26-án Deborah Lyons, az ENSZ képviselője felszólította mindkét oldalt, hogy védjék a civileket. Ugyanezen a napon nagyjából 46 afgán katona Pakisztánba menekült, miután képtelenek voltak megvédeni posztjaikat.
Július 28-án egy tálib delegáció találkozott Vang Ji kínai külügyminiszterrel Tiencsinben, aki kifejezte támogatását a táliboknak, azzal a feltétellel, hogy elvágják kapcsolataikat a Kelet-Türkesztáni Iszlamista Mozgalommal, illetve felajánlotta a béketárgyalások levezetését.
Július 31-re a tálibok mind Helmand és Herát tartományok székhelyeit bevették, elfoglalva több körzetet is. Elvágták az utakat a Herát Nemzetközi Repülőtér és a város között, bár a reptér még afgán irányítás alatt volt.

#### Augusztus
Augusztus 1-jén és 2-án Laskar Gáh több külvárosi területe is elesett. Ezen körzetekben folytak folyamatos harcok a tálibok és az afgán kormány között. Augusztus 3-án 30 civil vesztette életét, és közel 100-an megsérültek.
Augusztus 3-án 13 ember (köztük az öt támadó) meghalt egy tálib öngyilkos bombázásban és lövöldözésben. A cél Biszmilla Hán Mohammadi védelmi miniszter meggyilkolása volt, de ő ezt túlélte. A Long War Journal szerint Hán a tálibok elleni küzdelem egyik legfontosabb figurája.
Augusztus 5-ig 115 afgán katona és 58 civil halt meg a hónapban, míg 3197 tálib esett el.

### A tartományszékhelyek elvesztése
Augusztus 5-én a tálibok merényletet vittek véghez Dava Hán Minapal ellen, a kormánymédia vezetője ellen, Kabulban. Ugyanezen a napon intenzív harcok törtek ki Jovzdzsan tartományban, mikor a tálibok beléptek a székhelyébe, Sebergánba. A tálibok felvállalták Minapal meggyilkolást és fenyegetni kezdtek magasabb rangú hivatalnokokat a légitámadásokért. Ugyanezen napon a tálibok bevették Nimróz tartomány székhelyét, Zarandzsot, amely a 2001-es amerikai megszállás óta az első alkalom volt, hogy egy tartomány székhelye tálib kézre került. A lázadók kiszabadították a helyi börtönben lévő rabokat. Zarandzs elfoglalása lényegében ellenállás nélkül történt. Egyes posztok szerint a helyiek üdvözöltek a tálibokat a városban, amely történelmileg is ismert törvényellenességéről. Az ENSZ szerint ekkor kezdődött el a háború halálosabb szakasza. Az Egyesült Királyság és az Egyesült Államok kormánya felszólította lakosait, hogy azonnal hagyják el Afganisztánt.
Augusztus 7-én a tálibok bevették Sebergánt, amely a második tartományszékhely volt, amit elfoglaltak. Abdul Rasid Dosztum, a hadvezér, aki korábban a város felett uralkodott, Kvája Du Kóba menekült követőivel, amely az egyetlen kormány által irányított terület volt a tartományban. A lázadók a többi székhelyet is elkezdték támadni. Ugyanezen a napon elkezdte az amerikai haderő bombázni a tálibokat a katari al-Udeid bázisról. Reaper drónokat használva pedig naponta támadták a fontosabb pontokat. A kabuli amerikai nagykövetség felszólította az országban tartózkodó állampolgáraikat, hogy hagyják el Afganisztánt.
Másnap a tálibok bevették Kunduzt és Szar-e Polt. A két városért folytatott küzdelem idején nagyon sokan dezertáltak a hadseregből, miután demotiváltak lettek a tálib propaganda és a gyors vereségek miatt. A hadsereg képes volt megtartani Kunduz repterét. A város megszerzését riporterek következőképpen írták le: "a tálibok legnagyobb győzelme a májusi offenzíva kezdete óta," mivel Afganisztán egyik legnagyobb települése volt, illetve a Közép-ázsiai drogcsempész hálózat egyik fontosabb állomása. Több száz rabot kiengedtek a helyi börtönökből. Augusztus 8-án átvették az irányítást Talokán fölött is.
Augusztus 9-én a tálibok megszerezték Ajbakot, Szamangán tartomány fővárosát. Szefatulla Szamangáni helyettes kormányzó azt nyilaktozta az AFP-nek, hogy a kormány hadereje küzdelem nélkül kivonult a városból, miután a közösség azt kérte, hogy ne legyen több erőszak a városban. Ugyanezen a napon Aszif Azími, a tartomány korábbi szenátora a tálibok oldalára állt, több száz emberrel együtt. Mazár-e Sarif körül augusztus 10-én kezdett el egyre több lenni az ütközés a két fél között. Farában a tálibok átvették az irányítást a kormányzó lakhelyén, intenzív küzdelmet követően. Egy másik székhely, Puli Kumri is ezen a napon esett el.
Augusztus 11-én Fajazbád lett a kilencedik székhely, amely elesett. Az amerikai megszállás előtt ez volt az Északi Szövetség központja, amely küzdött az akkori tálib kormány ellen. Ugyanezen a napon a tálibok átvették az irányítást a kunduzi repülőtér felett. Több szomszédos város biztonságáért is ez a reptér, illetve katonai bázis felelt. Egy tálib katona Twitteren osztotta meg, ahogy a hadsereg emberei átállnak oldalukra, három napi küzdelmet követően. Az afgán hadsereg élén átvette az irányítást Haibatulla Alizai.
Augusztus 12-én a tálibok bevették Gaznit, amellyel egy héten belül tíz tartományszékhely esett el. A város a Kabul-Kandahár autópálya mellett található, amely a déli városok és Kabul közötti legfontosabb út. Ezt követően Vardakban letartóztatták Gazni tartomány kormányzóját, mert feladta a harcot küzdelem nélkül. Ugyanezen a napon a központi kormány felajánlotta, hogy osztozni a tálibokkal az ország fölötti hatalmon, amelyet az utóbbiak elutasítottak, mert céljuk egy új iszlám emirátus felállítása volt. Késő este Herát, Afganisztán harmadik legnagyobb városa is elesett. Több fontos kormányzati személy is feladta magát a táliboknak a következő napokban. Ezen a ponton a tálibok már 11 székhelyet birtokoltak.
Éjszaka a tálibok elfoglalták Kandahárt, tizenháromra emelve az elfoglalt központokat.
Augusztus 13-án a tálibok elfoglalták Laskargát és Csagcsaránt, az utóbbit bármiféle ellenállás nélkül. Később ezen a napon elfoglalták Puli Alamot, Kalatot és Tarinkot tartományszékhelyeket. Az utóbbi városokat átadták a táliboknak, miután elveszettnek látták a helyzetet. Kalat védőit más városokba küldték, így végül lényegében védtelen maradt. Fajroz Ko hivatalnokai pedig inkább megegyeztek a tálibokkal, mint hogy túl kelljen élniük az erőszakot. Ezen a ponton az afgán kormány az összeomlás szélén állt.
Augusztus 14-én a tálibok további hét székhelyet foglaltak el: Gardez, Sarána, Aszabadad, Majmána, Mitarlám, Nii és Mazár-e Sarif, amely az ország negyedik legnagyobb városa. Ezekről a területekről két hadvezér is Üzbegisztánba menekült. Mazár-e Sarif elvesztését követően Atta Muhammad Nur egy Facebook posztban írta, hogy veresége meg volt tervezve és a kormány a hibás. Nem mondta el, hogy ki állt mögötte, illetve bizonyítékot sem adott róla. Ezen a ponton a lázadók körbevették Kabult és az afgán hadsereg teljesen összeomlott, csak a 201. és a 111. hadtest maradt működésben.
2021. augusztus 15-én a tálibok beléptek Dzsalálábádba, ellenkezés nélkül. Ez volt a 26. elvesztett székhely és már csak Kabul maradt kormányirányítás alatt az ország nagyvárosai közül. Nem sokkal ezt követően elesett hat további tartományszékhely is. Másnap a Khost Protection Force, amelyet az amerikai megszállás elején hozott létre a CIA, feladta magát a táliboknak. A létszám nagyjából 6000 katona és 1200 jármű volt.

### A NATO által vezetett menekítés

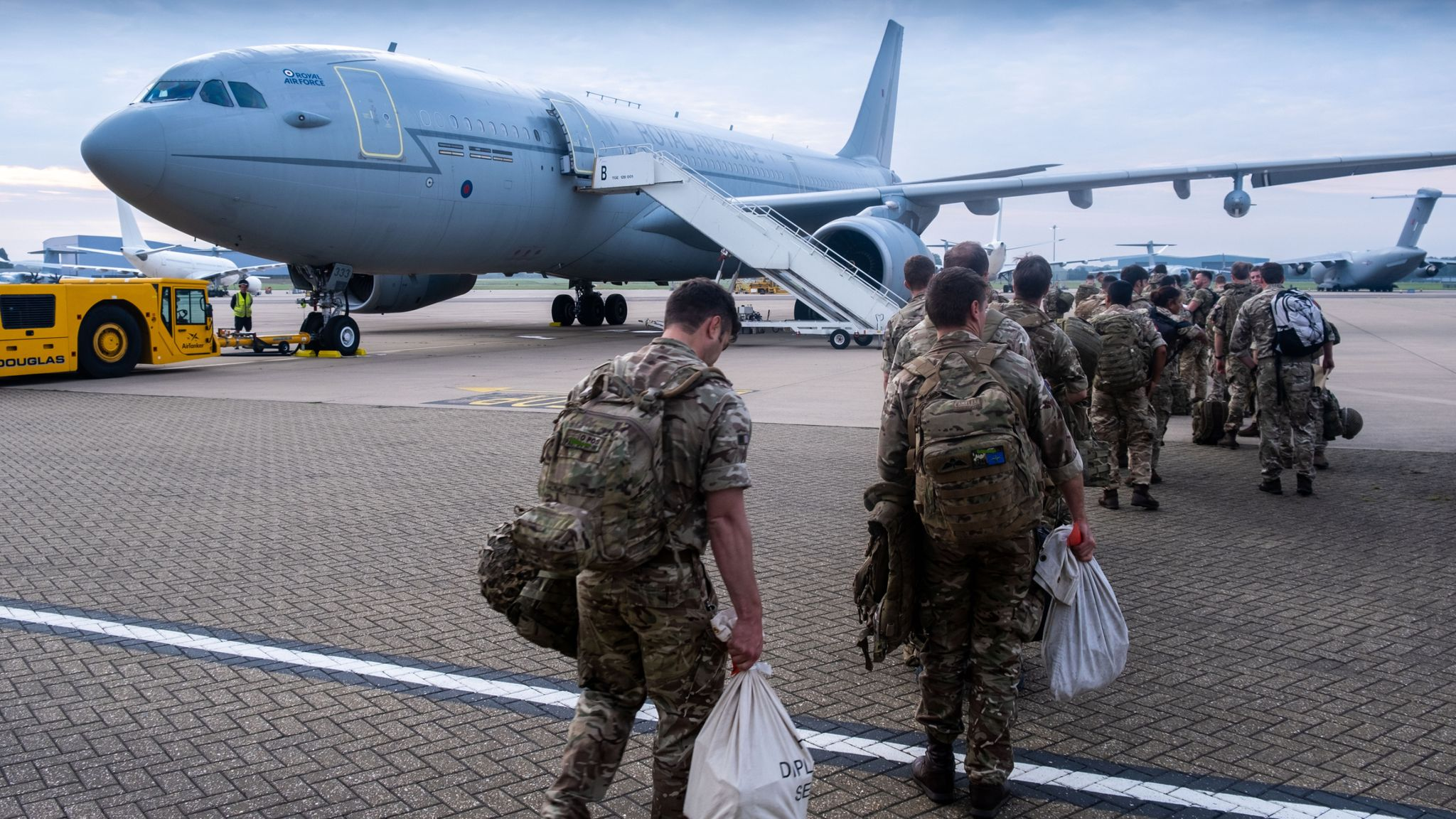
Brit katonák indulnak Afganisztánba, hogy segítsék a mentéseket

Pár órával Herát elvesztését követően az Egyesült Államok és az Egyesült Királyság bejelentette, hogy 3000, illetve 600 katonát küldenek a kabuli reptérre, hogy biztosítsák az emberek kimenekítését. Hivatalnokok azt mondták, hogy az első bevetés a következő 24-48 órában fog megtörténni és a hónap végére fog véget érni. A terv a kabuli reptéren keresztül való kimenekítés volt, légitársaságok gépeivel, de ha erre nem lesz lehetőség, bevetik katonai járműveiket is. A brit kormány szerint régóta tervezték az evakuációt és annak időzítését, míg az afgánok azt nyilatkozták, hogy előrébb hozták a helyzet romlása miatt. A 3000 amerikai katona mellett további 3500 tartózkodott Kuvaitban, ha esetleg rosszabb lenne a szituáció. Kanada bejelentette, hogy kimenekítik nagykövetségeik dolgozóit és a múltban az országgal együttműködő afgán családokat. A dánok és a norvégok hasonló terveket jelentettek be.
A magyar mentőakció alatt augusztus 18-án 26 állampolgárt menekítettek ki, akiket Németországba szállítottak. Magyar Levente külügyi államtitkár kijelentette, hogy a magyar csapatokat korábban segítő afgánokon kívül nem fog befogadni afgán menekülteket az ország.

### Kabul elfoglalása

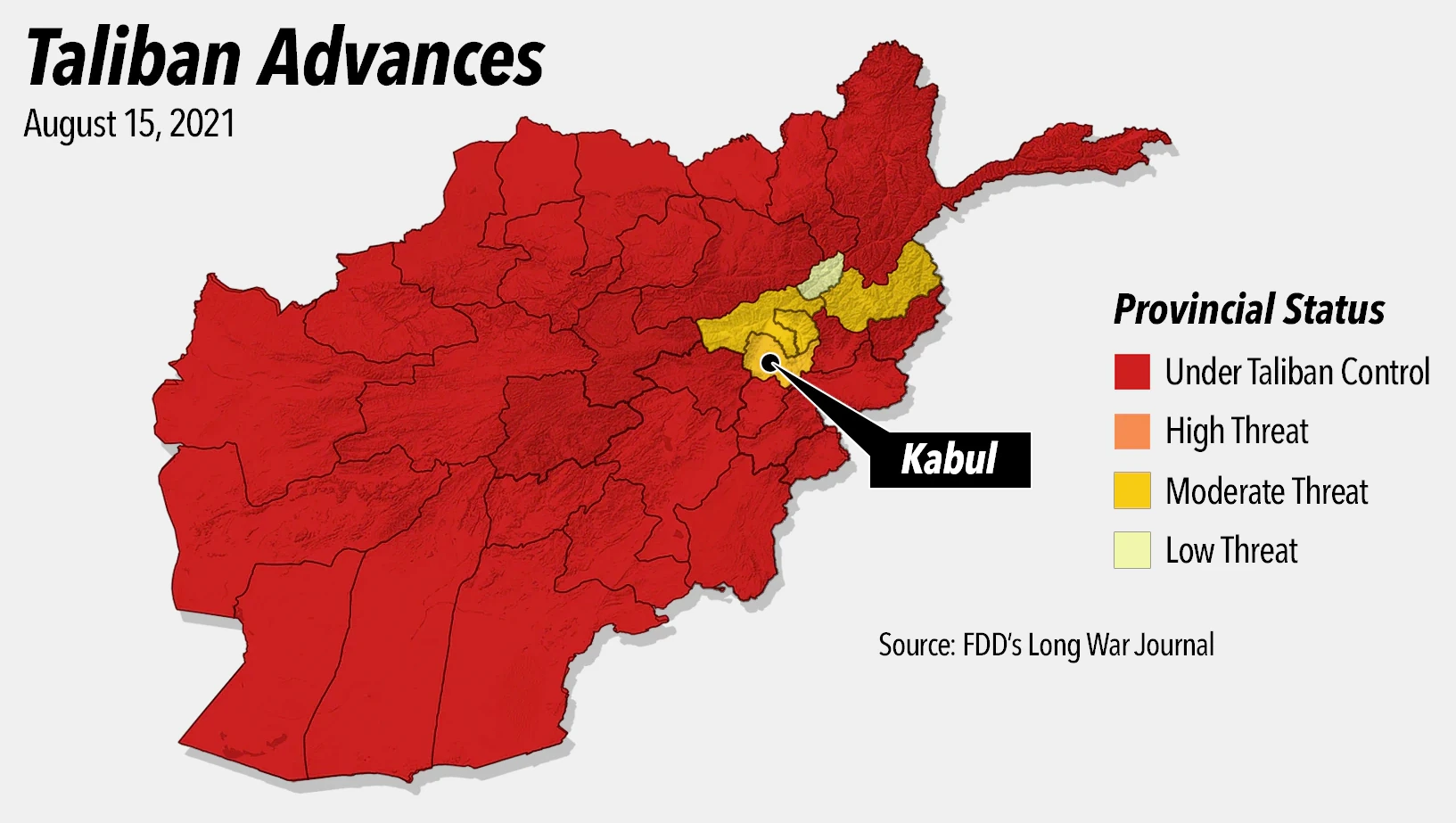
Augusztus 15-i helyzet

Augusztus 15-én a tálibok megérkeztek a főváros külvárosi területeire. Az amerikai külügyminisztériumban elkezdtek leszállni Boeing CH–47 Chinook és Sikorsky UH–60 Black Hawk helikopterek, hogy elvégezzék a kimenekítéseket, amelyekkel egyidőben a diplomaták elkezdték elpusztítani a titkosított dokumentumaikat.

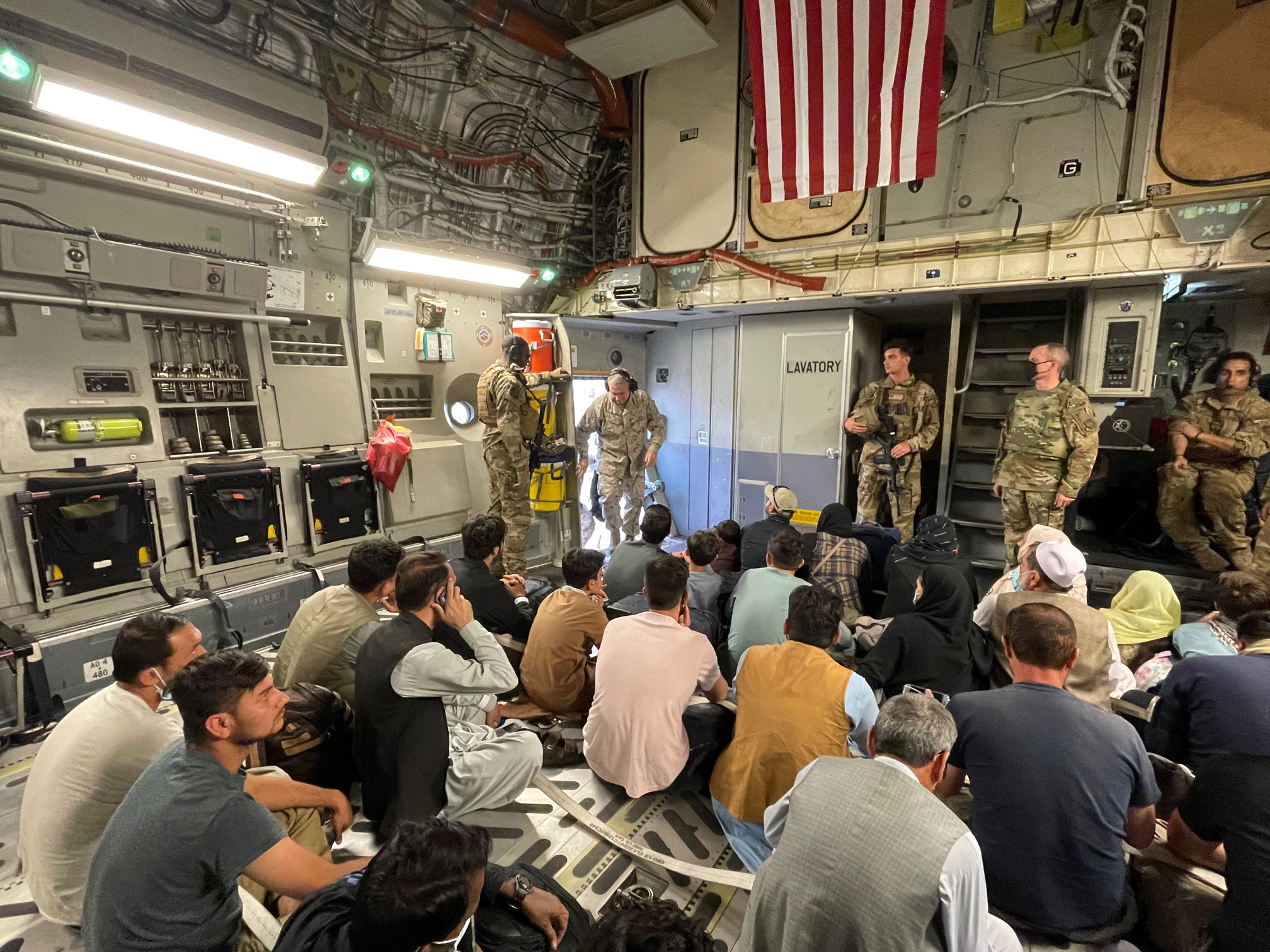
Amerikai katonák afgánokkal a kabuli nemzetközi repülőtéren augusztus 17-én, Kabul elfoglalását követően

Az afgán belügyminisztérium bejelentette, hogy Gáni elnök úgy döntött, lemond pozíciójáról és a tálibok által vezetett átmeneti kormány veszi át helyét. Korábbi elnök Hámid Karzai része volt a megbeszéléseknek. A tálibok elrendelték harcosaiktól, hogy várakozzanak békés hatalomátvételre és ne lépjenek be Kabulba erőszakkal. Átadták a Bagram Repteret a táliboknak, ahol 5000 tálib és Irak Iszlám Állama-katona volt bebörtönözve. Később bejelentették, hogy Gáni elmenekült Tádzsikisztánba. Ezt követően sok negatív megjegyzés jelent meg a volt elnökről és megkérdőjelezték becsületességét.
Nyikita Iscsenko, a kabuli orosz nagykövetség szóvivője azt mondta, hogy Gáni négy autóval menekült az országból, amelyek tömve voltak pénzzel. Iscsenko megjegyzéseit megerősítette a Reuters is.
Augusztus 15. estéjén, Kabul elesése közben egy afgán és egy üzbég repülő összeütközött és Üzbegisztánban zuhantak le. Mindkét repülőgép pilótája biztonságosan földet ért. Korábban aznap Üzbegisztán bejelentette, hogy letartóztattak 84 afgán katonát, akik elmenekültek a tálibok elől.
Augusztus 15-én este helyi idő szerint 22 óra 10 percekor az Afgán Nemzeti Rádió és Televízió (RTA) megszakította adását, vallási énekek és Korán recitációk után az épületet elfoglaló harcosok bejelentették a tálib hatalom átvételt és Afganisztán új államformáját. Az Afgán Nemzeti Rádió másnaptól új, "Sária Hangja" néven jelentkezett be az 1107 kHz-es frekvencián, a zenei műsorszámok megszüntetésre kerültek, a televízióban pedig vallási szertartások, énekek, tálib vezetők beszédei és propaganda klipek láthatók.
Augusztus 16-án tálib szóvivő, Mohammad Naeem elmondta az al-Dzsazírának, hogy az Afganisztánnal folytatott háborúnak vége, illetve, hogy elérték, amit akartak és nem fogják engedni, hogy az ország területét mások ellen használják. Kiemelte, hogy ők se akarnak rosszat bárkinek. Ugyanezen a napon Üzbegisztán főügyésze bejelentette, hogy repülőkön és helikoptereken nagyjából 585 afgán katona érkezett az országba, illetve 158-an lábon.
A Pentagon bejelentette, hogy a katari amerikai irányítás vezetője, Kenneth F. McKenzie Jr. találkozott tálib vezetőkkel Katar fővárosában, Dohában. A tálibok beleegyeztek, hogy az országot a kabuli reptéren keresztül elhagyhassák menekültek.

## Következmények

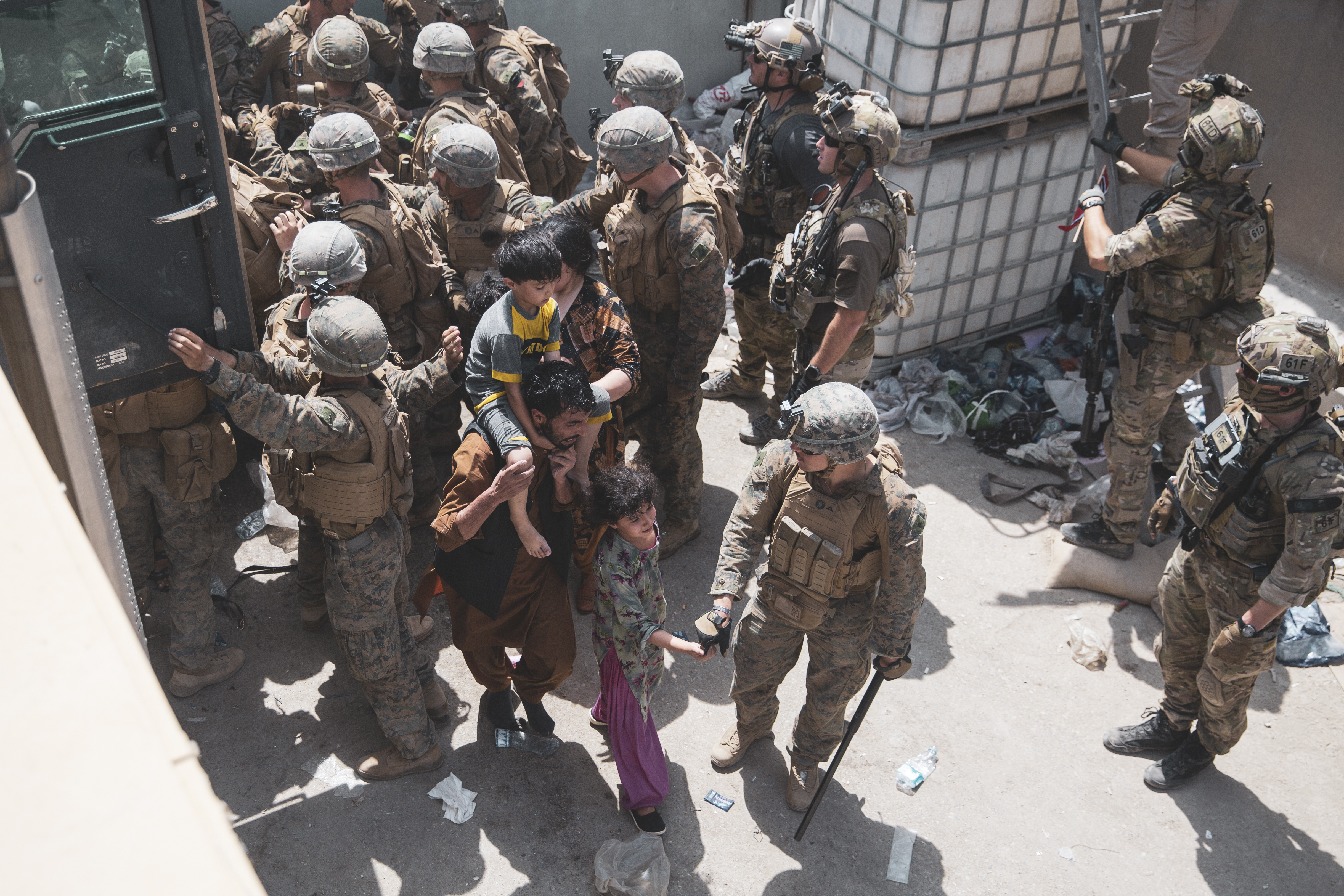
Amerikai tengerészgyalogosok és a norvégiai koalíciós erők segítséget nyújtanak a menekülő afgánoknak egy evakuációs ellenőrző ponton, a Hamid Karzai nemzetközi repülőtéren 2021. augusztus 20-án.

### Menekültek
Több, mint 300 ezer afgán civilt fenyegeti veszély, mert a múltban dolgoztak az amerikai kormánynak.

Augusztus 17-i adatok szerint nagyjából 11 ezer amerikai ragadt a tálibok által elfoglalt országban.

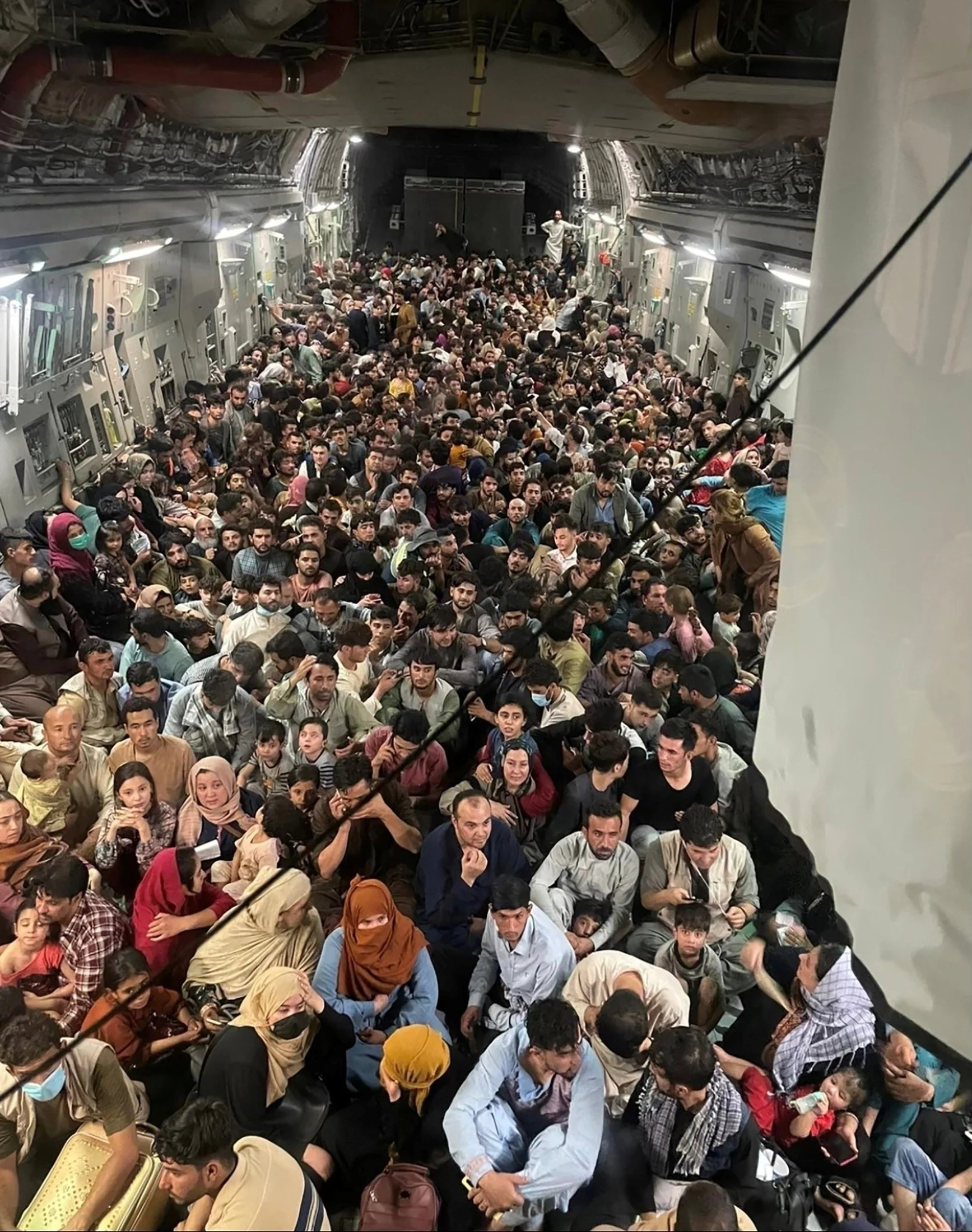
Afgánokat szállító Boeing C–17 Globemaster III a Kabuli nemzetközi repülőtéren, 2021. augusztus 15-én

Július végén több száz afgán menekült kezdte elhagyni az országot, megérkezve Törökországba Iránon keresztül. Legalább 1500 embert tartóztattak le az iráni határon. Törökország ezt követően bejelentette, hogy felépítenek egy határkerítést a szakaszon, tekintve, hogy sok menekült érkezését várták, akik Európa felé tartottak.
Augusztus 5-én öt Európai Uniós ország, Németországgal együtt kérvényezte az Európai Bizottságtól, hogy Afganisztánba deportálják az elutasított menedéket keresőket, annak ellenére, hogy a tálibok egyre jobb helyzetbe kerültek. Pár nappal később Németország és Hollandia átmenetileg felfüggesztette a kitelepítési folyamatokat.
Augusztus 13-án a kanadai kormány bejelentette, hogy Kanada több, mint 20 ezer afgán menekültet fog befogadni olyan csoportokból, akik valószínűleg tálib célpontok lennének. Az Egyesült Királyság is hasonló számú személyek befogadását ígérte, míg az Egyesült Államok 30 ezer kérvényezőt fog tudni ellátmányozni.
Az Amerikai Államminisztérium egy közleményben azt írta, hogy harmadik országokban fogják jóváhagyni a kérvényeket, valószínűleg Törökországban. A Bloomberg News azt írta, hogy a törökök erről nem tudtak és "leszólták az Egyesült Államokat, mert azt javasolták a táliboktól félő afgánoknak, hogy harmadik országokból Amerikába keressenek menedéket." Törökország már így is 6 millió menekültet fogadott be a szíriai polgárháborút következtében, többet, mint bármely más ország és hivatalnokok azt nyilatkozták, hogy szimplán nincs ekkora befogadóképességük, hogy az Afganisztánból érkező hullámot is befogadják és, hogy az amerikai kormány részéről ez egy "felelőtlen" kijelentés volt.
Mikor Kabul elesett augusztus közepén, több ezer afgán, aki megpróbált elmenekülni, a reptérre sietett. Több embert is lehetett látni, ahogy amerikai repülőkre csimpaszkodva próbál kijutni az országból, ezek a személyek gyakran több száz méter magasról zuhantak le a gépekről. Az amerikai katonáknak végül figyelmeztető lövéseket kellett leadniuk, hogy megtisztítsák az utat a kimenekítendő afgán hivatalnokoknak.
Joe Biden azt mondta, hogy az amerikaiak közel 70 ezer embert menekítettek ki augusztus 14. óta az országból. A tálibok szerint augusztus 31-ig kell befejezni a mentést, utána lezárják a reptereket. Az utolsó amerikai katona, Chris Donahue el is hagyta a kijelölt napon az országot, véget vetve az Egyesült Államok jelenlétének Afganisztánban.

### Terrortámadás a kabuli reptéren
A menekítés közben az Iraki és Levantei Iszlám Állam Koraszán tartományban tagjai hajtottak végre egy terrortámadást 2021. augusztus 26-án, helyi idő szerint 17:50-kor (13:20 UTC), az afganisztáni evakuációk idején a Kabuli nemzetközi repülőtér Abbey kapujának közelében, Kabulban, Afganisztánban. Legalább 170-en elhunytak a támadásban, amelyből legalább 13-an az amerikai hadsereg tagjai voltak.
A tálib kormány, az ENSZ és az Európai Bizottság elítélte a támadást, míg Joe Biden amerikai elnök azt nyilatkozta, hogy le fogják vadászni az elkövetőket.

### Háborús bűnök
A tálibok A Nemzetközi Vöröskereszt által is megerősített háborús bűncselekményeket követtek el a 2021-es offenzíva alatt.
Június 16-án, Davlat Abadban, 22 meg nem nevezett afgán katonát kivégeztek, miközben azok megpróbálták megadni magukat. Az eseményről készült videót a CNN is közvetítette. Samira Hamidi (Amnesty International) azt mondta, hogy az esemény "megadó katonák hidegvérű meggyilkolása – egy háborús bűn."
Az Amnesty International felhívta a figyelmet arra, hogy július elején a tálibok lemészároltak a hazarákat, Gázni tartományban. A népcsoport tagjait lelőtték, halálukig kínozták, amelyek közé tartozott egy ember megfojtása saját sáljával és karizmának levágásával, illetve egy embernek a testét darabokra lőtték.
2021. augusztus 6-án tálib haderők elismerték részvételüket Dava Hán Menapál meggyilkolásában, aki a kormánymédia vezetője volt, Kabulban. Ugyanezen a napon Laal Gul Laal azt nyilatkozta, hogy a Zarandzs bevétele alatt kivégzett 30 katona megölése háborús bűn volt. A TOLOnews szerint néhány katonát megkínoztak kivégzésük előtt, esetekben eltávolítva szemgolyóikat.

### Tüntetések, ellenállás
Kabul elvesztése után az Északi Szövetség tagjai létrehozták a Második Ellenállást, Ahmes Masszúd és Amrulla Száleh elnök vezetése alatt. A Pandzsír-völgyben helyezkednek el, amely az eredeti szövetségnek is a központja volt. Száleh 2021. augusztus 17-én nevezte meg magát Afganisztán elnökének. Ez a szerveződés lett a tálibok elleni fő ellenállás. A tádzsik nagykövetség leváltotta elnöki festményét Asraf Gániról Száleh képére és felszólították az Interpolt, hogy adjanak ki elfogatási parancsot a volt elnök ellen, lopásért.
Augusztus 17-én volt egy tüntetés, amelyet kabuli nők alkottak és egyenlő jogokat követeltek. Augusztus 18-án nagyobb tüntetések is voltak a három keleti pastu-többségű városban, Dzsalálábádban, Kosztban és Aszadabádban. Dzsalálábádban három civilt is megöltek a tálibok. Augusztus 19-én Kabulban is jelentek meg tüntetők, amelyeket erőszakosan feloszlattak a tálibok. Kosztban és Aszadabádban folytatódtak a tüntetések, az utóbbi városban több százan voltak a tálib-ellenesek.